# Dievssajávri
Dievssajávri, enligt tidigare ortografi Teusajaure, är en sjö i Gällivare kommun i Lappland och ingår i Luleälvens huvudavrinningsområde. Sjön är 71 meter djup, har en yta på 10,9 kvadratkilometer och befinner sig 497,1 meter över havet. Teusajaure ligger i Stora Sjöfallet Natura 2000-område. Sjön avvattnas av vattendraget Viedásädno (Suntekårtje).

## STF fjällstuga
På sjöns norra del ligger Svenska turistföreningens fjällstuga Teusajaure. Fjällstugan har 26 ordinare bäddar i två stugor med totalt 5 sovrum. Vid fjällstugan finns även vedeldad bastu, butik och stugvärdsstugor. För att korsa sjön finns antingen två roddbåtar eller motorbåt som körs av stugvärdarna. Det finns ingen elektricitet i stugorna så matlagning sker på gasol och uppvärmning sker med ved. Området har heller ingen  mobiltäckning men det finns en nödtelefon.

## Delavrinningsområde
Dievssajávri ingår i det delavrinningsområde (750827-160551) som SMHI kallar för Utloppet av Teusajaure. Medelhöjden är 791 meter över havet och ytan är 68,5 kvadratkilometer. Räknas de 42 avrinningsområdena uppströms in blir den ackumulerade arean 1 363,27 kvadratkilometer. Viedásädno (Suntekårtje) som avvattnar avrinningsområdet har biflödesordning 2, vilket innebär att vattnet flödar genom totalt 2 vattendrag innan det når havet efter 328 kilometer. Avrinningsområdet består mestadels av skog (16 procent) och kalfjäll (68 procent). Avrinningsområdet har 10,9 kvadratkilometer vattenytor vilket ger det en sjöprocent på 15,9 procent.